# Duette für zwei Klaviere zu vier Händen
Onder (Zwei) Duette für zwei Klaviere zu vier Händen (ook wel Zwei Klavierduette) valt een tweetal composities van Christian Sinding. Het tweetal:
1. Andante
2. Deciso ma non troppo allegro.

De eerste uitvoering van deze werkjes was weggelegd voor Erika Nissen en haar zoon Karl Nissen tijdens een Sinding-concert op 11 september 1897, plaats van handeling was de Logens store Sal in Bergen.
De pianisten moesten nog wel uit het manuscript lezen. Op diezelfde avond ging ook Sindings Rondo infinito in première.
In 2013 zijn van deze werkjes geen opnames bekend.